# Stephen Kleene
Stephen Kleene (5 de gener de 1909, Hartford (Connecticut), Estats Units - 25 de gener de 1994, Madison (Wisconsin), EUA) fou un lògic i matemàtic estatunidenc.

## Biografia
Tot i haver nascut a Hartford (Connecticut), sempre es va considerar de Union (Maine), on estava la casa pairal del seu avi patern. Es va graduar a l'Amherst College el 1930 i, fascinat per les matemàtiques, fou estudiant graduat i assistent investigador a la universitat de Princeton, on rebé el doctorat en matemàtiques el 1934, supervisat per Alonzo Church, per una tesi titulada Una teoria dels enters positius en lògica formal. El 1935 entrà al departament de matemàtiques de la universitat de Wisconsin a Madison com a instructor, i esdevingué assistent de professor el 1937.
En aquesta època fundà la teoria de les funcions recursives i el càlcul lambda, una àrea d'interès que seria investigada per ell durant tota la seva vida.
El curs 1939-40 fou professor visitant a l'Institut d'Estudis Avançats de Princeton i el 1941 entrà a l'Amherst com a professor associat de matemàtiques. Durant la Segona Guerra Mundial (1942-1946), Kleene fou tinent-comandant a l'Armada dels Estats Units, fent d' instructor de navegació a l'US Naval Reserve's Midshipmen's School de Nova York i, després, de director de projecte al laboratori d'investigació de l'armada a Washington DC.
El 1946 tornà a la universitat de Wisconsin en la qual va ser nomenat professor titular el 1948. Fou degà de la Facultat de Lletres i Ciències des del 1969 fins al 1974. Es va retirar el 1979.
Els seus llibres més importants van ser Introduction to Metamathematics (1952) i Mathematical Logic (1965). Va publicar també nombrosos articles a revistes científiques sobre funcions recursives i sobre matemàtica intuïcionista.